# Adam Maida
Adam Joseph Maida (ur. 18 marca 1930 w East Vandergriff, Pensylwania) – amerykański duchowny katolicki, emerytowany arcybiskup Detroit, kardynał.

## Życiorys
Pochodzi z rodziny polskich emigrantów. Studiował w Kolegium Św. Wincentego w Latrobe i na Uniwersytecie Św. Marii w Baltimore; przyjął święcenia kapłańskie w Pittsburghu 26 maja 1956 (z rąk przyszłego kardynała Johna Deardena, biskupa Pittsburgha). Uzupełniał studia w Rzymie (na Papieskim Uniwersytecie Laterańskim obronił licencjaty z teologii i prawa kanonicznego) oraz w Pittsburghu (obronił doktorat z prawa cywilnego na Uniwersytecie Duquesne). Od 1960 był związany z diecezją Pittsburgh; prowadził działalność duszpasterską, wykładał na Uniwersytecie Duquesne i w Kolegium La Roche, w kurii biskupiej pełnił funkcje asystenta kanclerza, wicekanclerza i radcy generalnego w trybunale diecezjalnym. Był równocześnie kapelanem Towarzystwa Tomasza Morusa.
7 listopada 1983 został mianowany biskupem Green Bay i przyjął sakrę biskupią 25 stycznia 1984 z rąk arcybiskupa Pio Laghiego, delegata apostolskiego w USA. W kwietniu 1990 przeszedł na arcybiskupstwo Detroit. 26 listopada 1994 Jan Paweł II wyniósł go do godności kardynalskiej, nadając tytuł prezbitera Ss. Vitale, Valeria, Gervasio e Protasio.
Reprezentował Jana Pawła II jako legat na XIX Międzynarodowym Kongresie Maryjnym w Częstochowie w sierpniu 1996. Brał udział w sesjach Światowego Synodu Biskupów w Watykanie, m.in. sesji specjalnej poświęconej Kościołowi w Ameryce (listopad-grudzień 1997). Od lipca 2000 kardynał Maida był jednocześnie superiorem (przełożonym) misji sui iuris na Kajmanach.
Brał udział w konklawe 2005, które wybrało papieża Benedykta XVI. 18 marca 2010 w związku z osiągnięciem osiemdziesiątego roku życia utracił czynne prawo wyboru papieża w przyszłych konklawe.
5 stycznia 2009 przeszedł na emeryturę ustępując z kierowania archidiecezją Detroit.
W 1994 odznaczony Wielkim Orderem Świętego Zygmunta.